# Chodkowo Wielkie
Chodkowo Wielkie – wieś sołecka w Polsce położona w województwie mazowieckim, w powiecie makowskim, w gminie Płoniawy-Bramura.
W latach 1954–1959 wieś należała i była siedzibą władz gromady Chodkowo Wielkie, po jej zniesieniu w gromadzie Płoniawy-Bramura. W latach 1975–1998 miejscowość administracyjnie należała do województwa ostrołęckiego.
Siedziba Stowarzyszenia Rodów Chodkowskich. 
Wierni Kościoła rzymskokatolickiego należą do parafii św. Stanisława w Płoniawach-Bramurze. W latach 1984–1987 we wsi wybudowano kościół filialny św. Apostołów Piotra i Pawła.